# Burla de Bakar
La burla de Bakar va ser una incursió a la badia de Bakar (prop de Rijeka) duta a terme per tres MAS de l'armada italiana (Regia Marina) la nit del 10 a l'11 de febrer de 1918, durant la Primera Guerra Mundial.
Malgrat les limitacions materials dels italians, aquesta acció va tenir l'efecte d'augmentar la moral italiana, posada a prova durant l'avanç enemic a Caporetto uns mesos abans.

## Antecedents
En la Primera Guerra Mundial, Itàlia es va aliar amb França i l'Imperi Britànic contra les potències centrals (Àustria-Hongria i l'Imperi Alemany).
La campanya terrestre d'Itàlia contra l'exèrcit austrohongarès s'havia estancat durant dos anys i mig, amb pocs moviments però amb enormes baixes. Al mar, una igualtat amb l'armada austrohongaresa i el bloqueig del canal d'Òtranto havia portat als bel·ligerants a un carreró sense sortida.
A finals d'octubre de 1917, el punt mort es va trencar per una ofensiva austrohongaresa amb el suport de les forces alemanyes que es van afegir després del col·lapse del front rus. En la batalla de Caporetto l'exèrcit italià va ser derrotat, i en un període de tres setmanes les forces austrohongareses i alemanyes van avançar més de 100 quilòmetres en direcció a Venècia, però van ser incapaços de travessar el riu Piave, on els italians havien establert una nova línia defensiva que es va mantenir fins al final de la guerra.
Després de la incursió victoriosa a Trieste al desembre de 1917, on els MAS 9 i 30, comandats respectivament per Luigi Rizzo i Andrea Ferrarini, van enfonsar el cuirassat austrohongarès SMS Wien i van danyar el SMS Budapest, es va forçar una acció decisiva a la badia de Bakar, on hi havia diverses unitats navals enemigues.

## Els preparatius
El 9 de gener de 1918, l'almirall Luigi Cito va emetre la directiva en el full d'ordres 148 RR.P. L'endemà, l'almirall Casanova, comandant de la Divisió Naval de Venècia, va emetre ordres detallades per a l'execució de l'operació contra la badia de Bakar. Però les condicions meteorològiques no van permetre l'execució de la sortida i es va posposar fins al 4 de febrer, quan un hidroavió que fèia una patrulla de reconeixement sobre Pula, Rijeka i Bakar va assenyalar la presència de quatre unitats enemigues a la badia de Bakar; així, el 7 de febrer a través del full 514 RR.P. i el 8 amb el full 60 RR. es van emetre més ordres executives per a una acció en la badia de Bakar.
Les unitats designades en l'operació van ser el MAS 94 (alferes de navili CREM Andrea Ferrarini), el MAS 95 (tinent de navili compl. Profeta De Santis), i el MAS 96 (capità de corbeta Luigi Rizzo) que portava a bord el comandant de missió el capità de fragata Costanzo Ciano i a Gabriele D'Annunzio.
Les ordres incloïen la formació de tres grups navals de destructors i de vaixells exploradors per a remolcar i protegir els tres MAS:
- 1r grup (capità de fragata Pietro Lodolo) format pel vaixell explorador Aquila i dels destructors Acerbi, Sirtori, Stocco, Ardente i Ardito; les unitats havien d'estar ancorades a Porto Levante i estar preparades per a actuar ràpidament i intervenir sota les ordres del Comandant en Cap de Venècia.
- 2n grup (capità de fragata Arturo Ciano) format pels destructors Animoso, Audace i Giusseppe Cesare Abba, que havien de remolcar un MAS fins a 20 milles a l'oest de l'illa de Sansego (punt O), i retirar-se després a 50 milles d'Ancona per a cobrir la retirada del MAS.
- 3r grup (capità de corbeta Matteo Spano) format pels torpediners 18 P.N., 13 P.N. i 12 P.N., que havien de remolcar al MAS fins a la Punta Kabile de Cherso - Punta Sant'Andrea (punt A).[4]

El submarí F5 es mantindria a l'aguait a 15 milles a l'oest de Pula i el submarí F3 a 15 milles al sud del Cap Kamenjak.

## L'acció
Després de catorze hores de navegació, al voltant de les 22:00 h del 10 de febrer, els tres MAS van iniciar el seu viatge des de la zona compresa entre l'illa de Cres i la costa d'Ístria fins a la badia de Bakar on, segons la informació de l'espionatge, hi havia unitats enemigues militars i mercants.

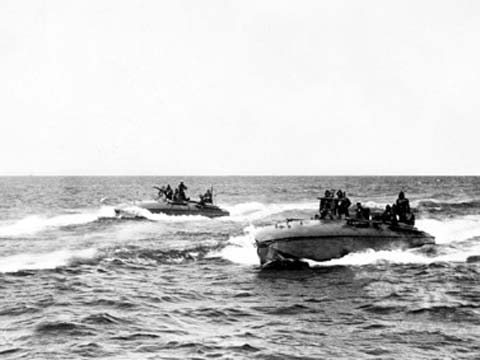
Dos MAS fent exercicis al voltant de 1918

A les 22:15 h, van arribar prop del lloc previst, els MAS van deixar el remolc. Els tres vaixells van començar a creuar l'estret de Farasina, sense que la bateria de Porto Re els descobrissin, i quan van arribar a una milla de la costa van apagar el motor de combustió interna per a accionar el motor elèctric.
A les 00:35 h, els MAS van arribar a la boca de la badia de Bakar sense trobar obstacles i van localitzar els objectius: tres vaixells de vapor mercants i un vaixell de passatgers. Els objectius es van dividir entre els tres MAS: el vaixell 1 per al MAS 96, els vaixells 2 i 3 per al MAS 94, i el vaixell 4 per al MAS 95.
A les 01:20, els MAS van llançar els seus torpedes: el MAS 96 va disparar dos torpedes contra la xemeneia del vaixell 1; el MAS 94 va llançar un torpede al centre del vaixell 2 i al centre del vaixell 3; el MAS 95 va llançar un torpede contra el trinquet i un torpede al centre, sota la xemeneia, del vaixell 4. Només un dels sis torpedes va explotar, el que demostra que les unitats estaven protegides per xarxes antitorpedes.
Amb l'esclat del torpede van sonar les alarmes i els MAS van prendre ràpidament el camí de tornada. Les unitats italianes van poder fugir a través de la incredulitat de llocs de vigilància dels austrohongaresos, que no creien possible que unitats italianes havien entrat fins al port i no els van disparar creient que es tractaven de vaixells austrohongaresos. Després d'haver arribat al punt de reunió establert, van tornar a Ancona a les 7:45h.
Els tripulants dels MAS van deixar flotant a la part interior de la badia de Bakar tres ampolles segellades amb els colors de la bandera d'Itàlia, amb un missatge  a l'interior escrit per D'Annunzio, cosa que va fer que aquesta acció es conegués com «la burla de Bakar».

## Els resultats de l'acció

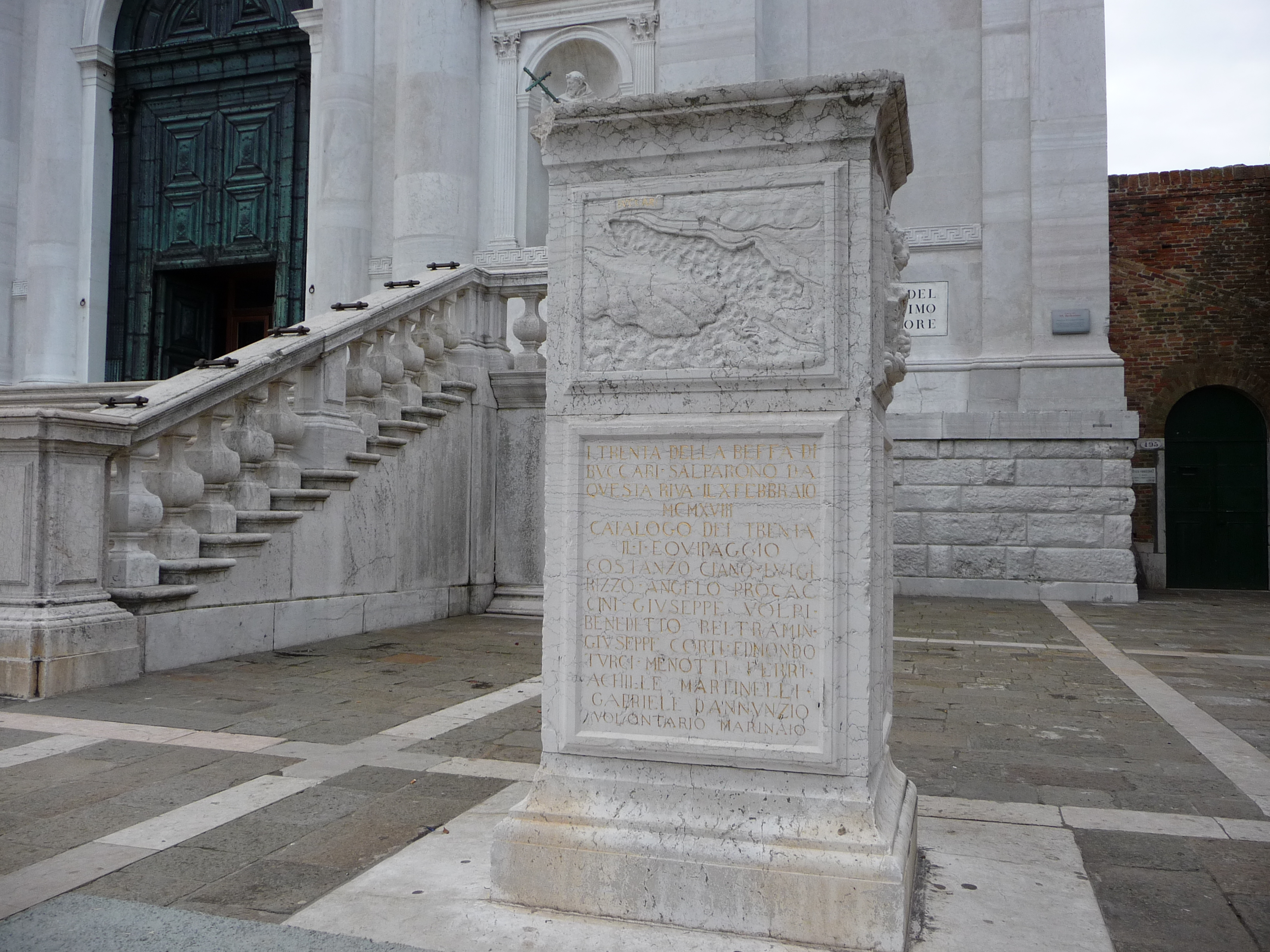
Pedra commemorativa de la burla de Bakar, al costat de l'església del Redentore, Venècia

Des del punt de vista tàctic-operatiu, l'acció va deixar en evidència la manca de coordinació en el sistema de vigilància i les deficiències de la defensa costanera dels austrohongaresos.
Però l'acció de Bakar va tenir gran ressonància a Itàlia, en una fase de la guerra en la qual els aspectes psicològics estaven adquirint una importància increïble. D'Annunzio va tenir un paper principal en això, el missatge deixat en les tres ampolles va tenir una gran difusió i va contribuir a elevar la moral de l'exèrcit italià que estava lluitant en el riu Piave. Per a Itàlia, que s'estava reorganitzant després del desastre de Caporetto, el ressò de l'èxit de l'empresa va ser notable i va reviure l'esperit dels soldats i de la població. L'entusiasme va arribar el seu punt màxim uns mesos més tard amb el famós vol sobre Viena.
De l'aventura de la badia de Bakar resta un fullet publicat el 1918 pels editors habituals D'Annunzio del Fratelli Treves, titulat La Beffa di Buccari (La Burla de Bakar), junt amb a La Canzone del Quarnaro, Il catalogo dei Trenta di Buccari, Il Cartello Manoscritto i Due Carte Marine. El text es va complementar amb versos de La canzone del Quarnaro que, en el seu moment, van tenir una considerable fama (el 1930, Luigi Dallapiccola va posar música al text).